# حديقة الشيخ زايد
حديقة الشيخ زايد أو زيد بارك هي حديقة تقع في مدينة الشيخ زايد بمحافظة الجيزة، مصر. تقع الحديقة على مساحة 65 فدان، وتشتمل على مساحات خضراء، أشجار، ممرات للمشاه، مسارات للدراجات، مطاعم، كافيتريات، بحيرات صناعية، نوافير مضيئة، شلالات مياه متنوعة، مبنى إدارة ومواقف انتظار للسيارات.

## وصلات خارجية
- الموقع الرسمي